# Il fantasma ci sta
Il fantasma ci sta (The Spirit Is Willing) è un film commedia del 1967 diretto da William Castle.

## Trama
Ben e Kate Powell affittano una casa infestata del New England in riva al mare. Poco dopo il loro arrivo, iniziano a verificarsi una serie di eventi strani, sono gli scherzi di tre fantasmi dispettosi e sempre più distruttivi. Non credendo ai poltergeist, i genitori perplessi sospettano immediatamente del figlio. I veri responsabili sono un trio di fantasmi arrabbiati che vogliono la baita tutta per loro.